# Simón Urbina
Simón Manuel Urbina Gutiérrez (Colón, Colombia, 1.° de mayo de 1889-Colón, Panamá, 20 de julio de 1974). Músico, compositor, director de orquesta y profesor panameño.

## Inicios
Fueron sus padres Federico Urbina y Micaela Gutiérrez. Desde niño estudió en la escuela de música de Rufino Saíz Álvarez. Sus estudios primarios y secundarios los realizó en la Escuela Pública de Varones de Colón y en la Escuela de Varones de Santa Ana de Panamá, respectivamente.
Músico y compositor, también hizo la música del himno de la provincia panameña de Colón. Se le reconoce haber sido notable y excelente en el dominio de más de 6 instrumentos musicales.
Nació el 1.° de mayo de 1889, en el hogar de Federico Urbina y Micaela Gutiérrez, y murió el 20 de julio de 1974. Su vida fue marcada por dos fechas que la historia no olvidará, el día mundial del trabajo y el grito de independencia de Colombia. 
Estudió música con el maestro Rufino Saíz Álvarez, encargado de la primera Escuela de Música y Banda Municipal en Colón, Panamá. Perfeccionó sus estudios en el Conservatorio Internacional de Música de La Habana, Cuba. Llegó a ser director de la Banda de Artillería de La Habana, conformada por profesores del Conservatorio.
Fue miembro de la Banda Republicana a cargo de Don Santos Jorge, reingresó años después invitado por su nuevo director Alberto Galimany en 1916. 
En 1923 reemplaza a su maestro Saiz Álvarez como Director de la banda Municipal de Colón, por encargo del Gobernador de Colón (más tarde presidente de Panamá), Juan Demóstenes Arosemena.
Fue miembro honorario de la Orquesta Filarmónica de Guadalupe de las Antillas Francesas, participó de la Orquesta de Teatro Lafayette en Nueva York, copista e instrumentista de la Orquesta del Teatro Lataiga en Nueva York con la cual va a Europa. Fue director de la Orquesta que representó a Panamá en el Centenario de Ayacucho y su presentación recibió elogios del pueblo peruano.
En Panamá fundó y organizó la Banda de Música de la Policía Nacional de Panamá; reorganizador de la Banda del Cuerpo de Bomberos de Colón y la Banda del  Cuerpo de Bomberos de Bocas del Toro, la Banda de Músicos de los Colegios Abel Bravo y Rodolfo Chiari de Aguadulce, Fundó y organizó la banda Elks de Colón (primera banda de música independiente de Panamá de la que se tiene registro alguno). 
En 1944, presentó la Orquesta Clásica, actividades estas que contaron con la subvención del municipio. Fue fundador y director de la Escuela de Música Rufino Saiz Álvarez (Municipal).
Entre los reconocimientos recibidos que su biografía registra con orgullo están  la Copa de Plata como Director de la Mejor Orquesta de Colón y ser ganador en el concurso que escogió la música del himno de la ciudad Barranquilla, Colombia.
La BBC de Londres utilizó su marcha Bomberos de Colón para abrir y cerrar algunos de sus programas radiofónicos por la década de 1930.  Recibió la Orden Vasco Núñez de Balboa y la Orden Manuel José Hurtado.

## Trayectoria musical
En 1910, formó parte de la Orquesta Filarmónica de Guadalupe.
En 1914, integró la Orquesta del Teatro Lafayette de Nueva York.
En 1920, terminó estudios de armonía, de composición y de director en el Conservatorio Internacional de Música de La Habana, Cuba.
En 1924, se presentó en Perú con su banda en la celebración del centenario de la batalla de Ayacucho.
En 1928 gana en Barranquilla el concurso de la Sociedad de Mejoras Públicas para escoger la música del himno de la ciudad.
En 1928, organizó la Banda de Músicos del Cuerpo de Bomberos de Colón, la del Cuerpo de Bomberos de Bocas del Toro y la Banda de Músicos de los Colegios Abel Bravo y Rodolfo Chiari de Aguadulce.
Es autor de la música del himno de la provincia de Colón, Once de Octubre, pasillos y danzones.
Su Marcha de Bomberos de Colón fue utilizada por la BBC de Londres para abrir y cerrar algunos de sus programas radiofónicos por la década de 1930.
Recibió la Orden Vasco Núñez de Balboa y la Orden Manuel José Hurtado.